# Ombudsdienst voor Zelfstandigen
De Ombudsdienst voor Zelfstandigen (OVZ) is een beroepsorganisatie voor ondernemers, kleine en middelgrote ondernemingen en vrije beroepen.  Zij profileert zich als Vlaamse pluralistische interprofessionele middenstandsorganisatie. 

## Geschiedenis
De OVZ werd op 21 januari 2014 opgericht te Gent door vertegenwoordigers van vrije beroepen, KMO's en zelfstandigen, als een interprofessionele middenstandsorganisatie voor Vlaanderen.  Zij kiest hierbij voor een onafhankelijke en pluralistische opstelling, los van elke politieke partij, mutualiteit, sociale kas.

## Doelstelling
De OVZ richt zich vooral op de belangenverdediging van haar leden, zowel op politiek als op economisch vlak. Daarnaast informeert zij haar leden over alle aspecten en materies van het middenstandsleven, via samenwerking met een team van advocaten, fiscale en boekhoudkundige experten en een sociaal secretariaat.
Verder voert zij lobbywerk en onderhoudt contacten met beleidsmakers en politici in een poging om de economische situatie van zelfstandigen en KMO's daadwerkelijk te verbeteren. 

## Zetel
De OVZ heeft de juridische vorm aangenomen van een vereniging zonder winstoogmerk.  Haar maatschappelijke zetel is gevestigd te 9051 Gent, Kortrijksesteenweg 1164a.  De voorzitter van de raad van bestuur is Wilfried Holvoet.  De afgevaardigd bestuurder is Peter Cattrysse.